# Archidiecezja bogotańska

Mapa archidiecezji

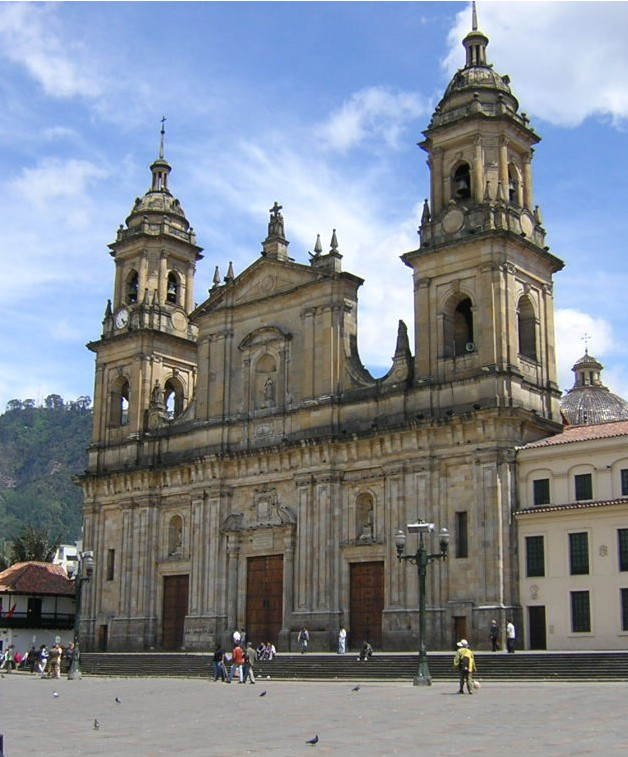
Katedra w Bogocie

Archidiecezja bogotańska (łac. Archidioecesis Bogotensis, hisz. Arquidiócesis de Bogotá) – rzymskokatolicka archidiecezja ze stolicą w Bogocie, w Kolumbii. Arcybiskupi bogotańscy posiadają tytuł prymasów Kolumbii.
Na terenie archidiecezji w 2022 pracowało 1219 zakonników i 1367 sióstr zakonnych.

## Sufraganie archidiecezji Bogota
Sufraganiami archidiecezji bogotańskiej są diecezje:
- Engativá
- Facatativá
- Fontibón
- Girardot
- Soacha
- Zipaquirá

## Podział
Archidiecezja jest podzielona na 8 wikariatów (stan z roku 2023):
- Niepokalanego Poczęcia;
- Chrystusa Kapłana;
- Ducha Świętego;
- św. Józefa;
- św. Piotra;
- św. Pawła;
- Miłosiernego Ojca;
- św. Izabeli.

## Historia
11 września 1562 z mocy decyzji Piusa IV erygowano diecezję Santa Fe w Nowej Grenadzie ze stolicą w Bogocie. Do tej pory tereny nowej diecezji należały do biskupstwa Santa Marta.
Już 22 marca 1564 diecezja została wyniesiona do godności archidiecezji, zachowując nazwę Santa Fe w Nowej Grenadzie.
Pod koniec XVIII i w XIX wieku struktura Kościoła katolickiego na terenie dzisiejszej Kolumbii stopniowo się rozrastała. W tych latach z archidiecezji Santa Fe w Nowej Grenadzie wyłoniły się:
- 16 lutego 1778 - diecezja Mérida (obecnie archidiecezja Mérida w Wenezueli)
- 31 sierpnia 1804 - diecezja Antioquía (obecnie archidiecezja Santa Fe de Antioquia)
- 25 września 1835 - diecezja Nueva Pamplona (obecnie archidiecezja Nueva Pamplona)
- 29 lipca 1880 - diecezja Tunja (obecnie archidiecezja Tunja)
- 1894 - diecezja Tolima (już nieistniejąca).

8 czerwca 1898 nastąpiła zmiana nazwy na archidiecezja Bogota.
20 czerwca 1900 archidiecezja Bogota straciła status jedynego kolumbijskiego arcybiskupstwa. W dniu tym do godności archidiecezji wyniesione zostały diecezje Popayán na południu i Cartagena de Indias na północy państwa.
7 listopada 1902 papież Leon XIII nadał abp Bernardo Herrera Restrepo i jego następcom tytuł prymasa Kolumbii.
W XX wieku z bogotańskiego arcybiskupstwa wyłączono:
- 23 czerwca 1903 - prałatura terytorialna Intendentur Wschodnich (obecnie archidiecezja Villavicencio)
- 1 września 1951 - diecezja Zipaquirá
- 29 maja 1956 - diecezja Girardot
- 16 marca 1962 - diecezja Facatativá.

Archidiecezję dwukrotnie odwiedzali papieże:
- w sierpniu 1968 Paweł VI

- w lipcu 1986 Jan Paweł II

Ostatnie zmiany terytorium archidiecezji nastąpiły 6 sierpnia 2003. W dniu tym wyodrębniono diecezje: Engativá, Fontibón oraz Soacha.

## Główne świątynie
- Archikatedra, bazylika prymasowska: Archikatedra Niepokalanego Poczęcia NMP w Bogocie
- Bazyliki mniejsze:
  - Bazylika Niepokalanego Poczęcia Najświętszej Maryi Panny w Cáquezie
  - Bazylika Najświętszej Maryi Panny z Lourdes w Chapinero
  - Bazylika Najświętszego Serca Pana Jezusa w Bogocie
  - Bazylika Pana Jezusa z Monserrate w Bogocie

Ponadto na terenie archidiecezji znajduje się narodowe sanktuarium MB z Góry Karmel (Bogota).

## Biskupi i arcybiskupi bogotańscy
Obecnie arcybiskupem metropolitą bogotańskim, prymasem Kolumbii jest kard. Luis José Rueda Aparicio. Urząd ten sprawuje od 2020. 